# Marita Katuixeva
Marita Viktorovna Katuixeva (en rus Марита Викторовна Катушева; 19 d'abril de 1938 - Moscou, 21 de gener de 1992) va ser una jugadora de voleibol soviètica que va competir entre 1959 i 1971.
El 1964 va prendre part en els Jocs Olímpics de Tòquio, on guanyà la medalla de plata en la competició de voleibol.
En el seu palmarès també destaca una medalla de plata al Campionat del Món de voleibol de 1962, i una d'or al Campionat d'Europa de 1963.
A nivell de clubs jugà al Dynamo de Moscou entre 1959 i 1971. Durant aquests anys guanyà 4 edicions de la lliga soviètica (1960, 1962, 1970 i 1971) i 7 de la Copa d'Europa de voleibol.